# Centre Max Bell
Le Centre Max Bell ou Aréna Max Bell (anglais : Max Bell Centre ou Max Bell Arena) est une patinoire située à Calgary au Canada. Elle a une capacité de 2 121 places assises et a accueilli certaines épreuves des Jeux olympiques d'hiver de 1988.

## Historique
Le Centre Max Bell est nommé en l'honneur de Max Bell (en), homme d'affaires canadien. Il est choisi pour accueillir les épreuves de curling et de patinage de vitesse sur piste courte pour les Jeux olympiques d'hiver de 1988. Il est rénové pour un coût d'un million de dollars canadiens : le système de ventilation et la sonorisation sont améliorés et une réfrigération ainsi que des salles sont ajoutées. Pour les Jeux, 1 080 sièges temporaires sont ajoutés ce qui porte le nombre total de places à 3 200. En 2007, une seconde surface de glace est ajoutée. Actuellement, le centre Max Bell est occupé par l'équipe junior de hockey sur glace des Canucks de Calgary et par les AAA Midget Northstars. En décembre, il accueille certains matches du tournoi Mac's AAA midget hockey tournament.

## Description
Le centre sportif, situé dans le sud-est de la ville, a une capacité de 2 121 places assises. La première patinoire a une surface de glace de 25,9 × 60,9 mètres, ce qui représente les dimensions d'une patinoire de la Ligue nationale de hockey.